# Phare d'Andenes
Le phare d'Andenes (en norvégien : Andenes fyr) est un phare côtier situé sur l'île d'Andøya (archipel de Vesterålen) de la localité d'Andenes, dans la commune d'Andøy, dans le Comté de Nordland (Norvège).
Il est géré par l'administration côtière norvégienne (en norvégien : Kystverket). Il est classé patrimoine culturel par le Riksantikvaren depuis 1999.

## Histoire
Ce phare en fonte a été établi en 1859. La lumière brûle du 10 août au 26 avril de chaque année, mais il n'y a pas de lumière le reste de l'année en raison du soleil de minuit. Il a été automatisé en 1978.
Le phare est géré par le musée d'Andøy qui propose des visites guidées pendant la saison estivale. Par conséquent, il s'agit du phare le plus connu et le plus visité de la région arctique de la Norvège.

## Description
Le phare  est une tour cylindrique effilée en fonte de 40 mètres de haut, avec une galerie et une lanterne, à proximité d'une maison de gardien de deux étages. Le phare entier est rouge. Il émet, à une hauteur focale de 40 mètres, un feu blanc continu avec un éclat intense toutes les 30 secondes. Sa portée nominale est de 18 milles nautiques (environ 33 km).
Identifiant : ARLHS : NOR-001 ; NF-8220 - Amirauté : L3456 - NGA : 12940 .
|          |
| Le phare |

|       |
| L'île |

### Lien connexe
- Liste des phares de Norvège